# Serie A (Italia) 1968-69
La Serie A 1968–69 fue la 67.ª edición del campeonato de fútbol de más alto nivel en Italia y la 37.ª bajo el formato de grupo único. Fiorentina ganó su segundo scudetto.

## Equipos participantes
| Equipo         | Ciudad    | Estadio               |
| -------------- | --------- | --------------------- |
| Atalanta       | Bérgamo   | Comunale (Bérgamo)    |
| Bologna        | Bolonia   | Comunale (Bolonia)    |
| Cagliari       | Cagliari  | Amsicora              |
| Fiorentina     | Florencia | Comunale (Florencia)  |
| Internazionale | Milán     | San Siro              |
| Juventus       | Turín     | Comunale (Turín)      |
| Milan          | Milán     | San Siro              |
| Napoli         | Nápoles   | San Paolo             |
| Palermo        | Palermo   | La Favorita           |
| Pisa           | Pisa      | Arena Garibaldi       |
| Roma           | Roma      | Olímpico de Roma      |
| Sampdoria      | Génova    | Luigi Ferraris        |
| Torino         | Turín     | Comunale (Turín)      |
| Varese         | Varese    | Franco Ossola         |
| Verona         | Verona    | Marcantonio Bentegodi |
| Vicenza        | Vicenza   | Romeo Menti           |

## Clasificación
| Pos. | Equipo         | Pts. | PJ | G  | E  | P  | GF | GC | Dif. | Clasificación                                |
| ---- | -------------- | ---- | -- | -- | -- | -- | -- | -- | ---- | -------------------------------------------- |
| 1    | Fiorentina (C) | 45   | 30 | 16 | 13 | 1  | 38 | 18 | +20  | Clasificado a la Copa de Campeones de Europa |
| 2    | Cagliari       | 41   | 30 | 14 | 13 | 3  | 41 | 18 | +23  | Clasificado a la Copa de Ferias              |
| 3    | Milan          | 41   | 30 | 14 | 13 | 3  | 31 | 12 | +19  | Clasificado a la Copa de Campeones de Europa |
| 4    | Internazionale | 36   | 30 | 14 | 8  | 8  | 55 | 26 | +29  | Clasificado a la Copa de Ferias              |
| 5    | Juventus       | 35   | 40 | 12 | 11 | 17 | 32 | 24 | +8   | Clasificado a la Copa de Ferias              |
| 6    | Torino         | 33   | 30 | 11 | 11 | 8  | 33 | 24 | +9   |                                              |
| 7    | Napoli         | 32   | 30 | 10 | 12 | 8  | 26 | 25 | +1   | Clasificado a la Copa de Ferias              |
| 8    | Roma           | 30   | 30 | 10 | 10 | 10 | 35 | 35 | 0    | Clasificado a la Recopa de Europa            |
| 9    | Bologna        | 29   | 30 | 10 | 9  | 11 | 27 | 36 | −9   |                                              |
| 10   | Verona         | 26   | 30 | 9  | 8  | 13 | 40 | 49 | −9   |                                              |
| 11   | Palermo        | 25   | 30 | 7  | 11 | 12 | 21 | 32 | −11  |                                              |
| 12   | Sampdoria      | 23   | 30 | 5  | 13 | 12 | 21 | 27 | −6   |                                              |
| 13   | Vicenza        | 23   | 30 | 8  | 7  | 15 | 26 | 39 | −13  |                                              |
| 14   | Varese (D)     | 22   | 30 | 5  | 12 | 13 | 20 | 43 | −23  | Descenso a Serie B                           |
| 15   | Pisa (D)       | 20   | 30 | 6  | 8  | 16 | 26 | 44 | −18  | Descenso a Serie B                           |
| 16   | Atalanta (D)   | 19   | 30 | 4  | 11 | 15 | 25 | 45 | −20  | Descenso a Serie B                           |

 Fuente: BDFutbol
Notas:
1. ↑  El Milán se clasificó para la Copa de Campeones de Europa como campeón defensor de la competición

|            |
| Campeón    |
| Fiorentina |
| 2º título  |

## Resultados
| Local \ Visitante | ATA | BOL | CAG | FIO | INT | JUV | MIL | NAP | PAL | PIS | ROM | SAM | TOR | VAR | VER | VIC |
| ----------------- | --- | --- | --- | --- | --- | --- | --- | --- | --- | --- | --- | --- | --- | --- | --- | --- |
| Atalanta          | —   | 1–0 | 1–2 | 0–1 | 0–4 | 3–3 | 0–0 | 0–0 | 2–2 | 1–1 | 0–2 | 0–0 | 3–1 | 0–0 | 5–2 | 1–3 |
| Bologna           | 1–0 | —   | 2–2 | 0–0 | 1–2 | 1–1 | 1–0 | 2–1 | 2–0 | 1–0 | 0–0 | 0–0 | 2–0 | 1–0 | 1–1 | 3–0 |
| Cagliari          | 1–0 | 3–1 | —   | 1–1 | 1–0 | 0–1 | 3–1 | 0–0 | 3–0 | 3–0 | 0–0 | 0–0 | 1–0 | 0–0 | 2–0 | 3–0 |
| Fiorentina        | 2–1 | 1–3 | 1–1 | —   | 1–0 | 2–1 | 0–0 | 2–1 | 1–0 | 3–1 | 0–0 | 1–0 | 0–0 | 3–1 | 1–0 | 3–0 |
| Internazionale    | 1–1 | 4–0 | 4–0 | 1–2 | —   | 1–2 | 1–1 | 1–1 | 0–0 | 4–0 | 3–1 | 1–1 | 2–2 | 6–0 | 4–1 | 1–0 |
| Juventus          | 1–0 | 1–0 | 1–2 | 0–2 | 1–0 | —   | 0–1 | 2–0 | 0–0 | 2–0 | 2–2 | 1–1 | 0–0 | 2–0 | 1–0 | 1–0 |
| Milan             | 0–0 | 4–0 | 0–0 | 0–0 | 1–0 | 1–0 | —   | 0–0 | 1–0 | 2–1 | 1–0 | 1–0 | 1–0 | 2–0 | 3–0 | 4–1 |
| Napoli            | 2–0 | 1–1 | 2–1 | 1–3 | 3–1 | 2–1 | 0–0 | —   | 1–0 | 2–1 | 0–0 | 0–3 | 0–0 | 1–1 | 1–1 | 1–0 |
| Palermo           | 5–1 | 2–0 | 0–0 | 0–0 | 1–1 | 1–1 | 0–0 | 0–2 | —   | 1–0 | 0–3 | 1–0 | 1–0 | 1–1 | 0–0 | 2–1 |
| Pisa              | 1–0 | 0–1 | 0–0 | 0–1 | 1–1 | 0–0 | 0–1 | 1–0 | 4–1 | —   | 1–2 | 1–0 | 1–1 | 1–1 | 1–1 | 2–2 |
| Roma              | 4–1 | 2–1 | 1–4 | 1–2 | 0–3 | 1–1 | 1–1 | 0–0 | 2–1 | 2–0 | —   | 1–0 | 1–3 | 0–0 | 1–2 | 5–2 |
| Sampdoria         | 0–0 | 0–0 | 0–1 | 1–1 | 0–3 | 1–1 | 1–1 | 0–2 | 0–1 | 1–2 | 0–0 | —   | 1–1 | 4–0 | 3–2 | 1–0 |
| Torino            | 3–1 | 3–0 | 0–0 | 0–0 | 2–1 | 1–2 | 1–0 | 0–0 | 3–1 | 1–0 | 2–0 | 2–0 | —   | 2–1 | 4–0 | 0–0 |
| Varese            | 1–2 | 1–1 | 1–6 | 2–2 | 0–1 | 0–2 | 0–0 | 1–2 | 0–0 | 3–1 | 2–1 | 0–0 | 1–0 | —   | 1–0 | 1–0 |
| Verona            | 1–1 | 5–1 | 0–0 | 2–2 | 2–3 | 2–1 | 1–3 | 1–0 | 2–0 | 5–3 | 2–0 | 0–3 | 3–0 | 1–1 | —   | 2–1 |
| Vicenza           | 1–0 | 1–0 | 1–1 | 0–0 | 0–1 | 0–0 | 1–1 | 2–0 | 1–0 | 1–2 | 1–2 | 3–0 | 1–1 | 1–0 | 2–1 | —   |